# 유쾌한 니콜의 수의학개론
《유쾌한 니콜의 수의학개론》은 대한민국의 케이블 방송국 Mnet에서 방송하는 프로그램이다. 카라의 멤버인 정니콜이 건국대학교 수의과 대학에 수의 학과에 단기교육생으로 재학하며 캠퍼스 생활을 하는 프로그램이다.

## 같이 보기
- 정니콜
- 카라
- Mnet
- 건국대학교